# Železniční stanice Tel Aviv ha-Šalom

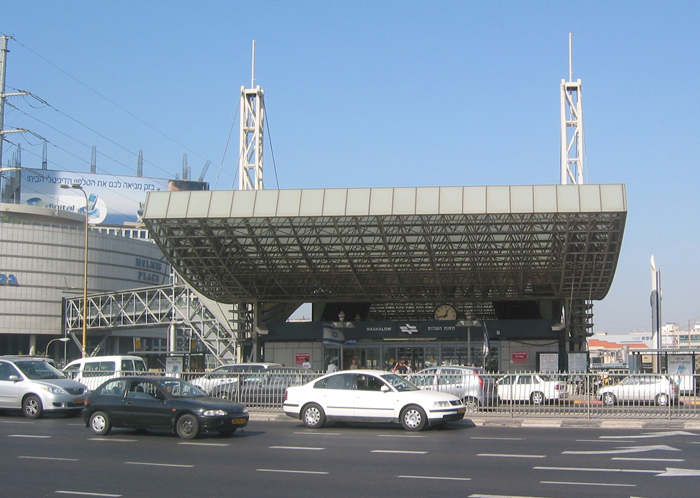
Hlavní vchod do stanice

Železniční stanice Tel Aviv ha-Šalom (hebrejsky תחנת הרכבת תל אביב השלום, Tachanat ha-rakevet Tel Aviv ha-Šalom) je železniční stanice v Izraeli. Leží na železniční trati Tel Aviv-Jeruzalém, která v tomto úseku vede společně s železniční tratí Tel Aviv-Beerševa, železniční tratí Tel Aviv-Rišon le-Cijon, železniční tratí Tel Aviv-Aškelon a také vysokorychlostní železniční tratí Tel Aviv-Modi'in.
Leží ve východní části Tel Avivu v pobřežní nížině, v nadmořské výšce necelých 20 metrů. Je situována do severojižního dopravního koridoru. Vede jím Ajalonská železniční trať, nejfrekventovanější železniční úsek v Izraeli a hlavní severojižní vlaková tepna telavivské aglomerace. Kromě železnice jím vede i  tzv. Ajalonská dálnice (tu zde kříží ulice Derech ha-Šalom) a regulované koryto toku Nachal Ajalon. Na východě s ní sousedí čtvrť Nachlat Jicchak a Bicaron, na západě Montefiore a vládní čtvrť ha-Kirja, mezi níž a stanicí stojí mrakodrap Azrieli Center. Paralelně s Ajalonskou dálnicí zde vede ještě dálnice číslo 2 (Derech Menachem Begin) a tak jde o jednu z dopravně nejfrekventovanějších oblastí v Izraeli.
Nové železniční propojení v rámci Ajalonské dálnice bylo zbudováno v roce 1993. Tato železniční stanice byla otevřena roku 1996. V roce 2006 došlo v přilehlém úseku směrem na sever i na jih k položení třetí koleje. Stanice je obsluhována autobusovými linkami společnosti Dan Bus Company. Jsou tu k dispozici parkovací místa pro automobily, automaty na nápoje, prodejní stánky, bankomat a veřejný telefon.